# Winx Club: Mission Enchantix
Winx Club: Mission Enchantix (с англ. — «Клуб Винкс: Миссия Энчантикс») — компьютерная игра, объединяющая в себе элементы жанра экшен типа сайд-скроллер и несколько аркадных мини-игр, разработанная Powerhead Games по заказу Konami и выпущенная в 2008 году для портативной игровой консоли Nintendo DS. За основу Powerhead Games взяли исходный код своей предыдущей игры — Quest for the Codex. Игра основана на событиях третьего сезона итальянского мультсериала «Клуб Винкс». По сюжету главные героини сталкиваются с могущественным магом Валтором, который освободился из заключения и теперь снова терроризирует весь мир. Попутно они совершенствуют свои волшебные силы, достигая новых трансформаций.
В игре доступно четыре режима: «История», «Аркада», «Аудио-видеоклуб» и «Волшебный гардероб». Режим «История» раскрывает сюжетную линию и представляет собой сайд-скроллерный шутер. Режим «Аркада» даёт возможность сыграть в шесть разных мини-игр, уникальных для каждого персонажа: это две музыкальные игры и четыре аркадные головоломки различных жанров. В режиме «Аудио-видеоклуб» игрок имеет возможность просматривать бонусный контент, открытый по ходу игры в двух предыдущих режимах. Наконец, режим «Волшебный гардероб» позволяет изменять наряды героинь, используя разблокированные в первых двух режимах предметы одежды, а также создавать собственные модные дизайны, которыми можно делиться с другими игроками при помощи сетевого функционала консоли.
Игра получила в основном прохладные отзывы, которые, тем не менее, разнятся в оценке конкретных сторон игрового процесса. Одни критики считают сюжетную линию несогласованной, а другие пишут, что она очень хорошо связывает события игры с оригинальным сериалом. Некоторые рецензенты считают, что мини-игры в режиме «Аркада» получились более интересными, нежели основной сюжетный режим, а другие не видят в них ничего выдающегося. Режим дизайна одежды не встретил отрицательных оценок и оценивается рядом критиков как самая сильная сторона игры. Графическая часть в основном оценивается критиками как яркая, но не до конца сбалансированная, а саундтрек получил достаточно низкие оценки за малое количество композиций.

## Мир игры
Игра основывается на сеттинге третьего сезона итальянского мультсериала «Клуб Винкс». Его сюжет повествует о команде юных фей, называющих себя Винкс и борющихся со злом в мире волшебства. Вымышленная вселенная сериала состоит из нескольких измерений, главным из которых является Магикс — волшебный мир, закрытый от обычных людей и населённый феями, ведьмами, пикси, ограми, троллями, монстрами и другими существами. Концепция волшебства фей в сериале представлена в виде волшебных трансформаций, которые они получают, выполнив определённые действия. Трансформации увеличивают их силы и в некоторых случаях позволяют пользоваться магией в конкретной среде. В частности, в третьем сезоне героини идут на определённые жертвы, что приносит им трансформацию Энчантикс, позволяющую снимать тёмные заклинания и уменьшаться.
Главные героини — шесть девушек с разных планет: Блум, Стелла, Флора, Муза, Текна и Лейла. Все они являются ученицами Алфеи — школы для фей. Блум, Стелла и Лейла на своих планетах являются принцессами. У героинь есть молодые люди — так называемые специалисты из школы Красный Фонтан, где они учатся владеть лазерным оружием. Специалисты упоминаются в игре, но не принимают участия в игровом процессе. Также в игре в качестве боссов фигурируют постоянные антагонистки сериала — ведьмы Айси, Дарси и Сторми, называющие себя Трикс. Это бывшие ученицы школы для ведьм Облачная Башня, которые пытались захватить волшебную страну и все три школы, включая собственную. Главным антагонистом игры и финальным боссом выступает могущественный маг Валтор, который объединяется с Трикс в попытке захватить мир и отомстить за своё заключение.

## Игровой процесс
Геймплей игры отличается в зависимости от режима. Режим Story (с англ. — «История») представляет собой сайд-скроллерный шутер, в котором игрок управляет одной из шести главных героинь, летая по различным локациям и сражаясь с враждебно настроенными неигровыми персонажами, атакуя их при помощи заклинаний. Управление в сайд-скроллере осуществляется при помощи D-pad и курков геймпада, в то время как все остальные функции выполняются путём работы с сенсорным экраном консоли. Возможные типы атак делятся на простые, сильные и специальные — использующие силу Энчантикса, которая открывается по достижении определённого сюжетного уровня, уникальна для каждой героини и задействуют шкалу маны. Для её восполнения необходимо подбирать так называемые осколки маны, которые встречаются по ходу игры. К другим собираемым пауэр-апам относятся очки здоровья. В начале сюжетного режима игрок имеет возможность выбрать один из трёх уровней сложности: Easy (с англ. — «Лёгкий»), Medium (с англ. — «Средний») и Hard (с англ. — «Сложный»). Сначала необходимо пройти обучающие уровни за каждую из шести героинь, после чего начинается основной сюжет. Каждая игровая зона в этом режиме состоит из нескольких уровней, большинство из которых заканчивается поединком с боссом. На некоторых уровнях присутствует одновременно до трёх управляемых персонажей, между которыми можно переключаться. Каждый уровень, включая обучающие, содержит 50 жетонов, собирая которые игрок разблокирует различный бонусный контент в виде изображений, звуковых композиций и видеороликов, с которым затем может знакомиться в режиме A/V Club (с англ. — «Аудио-видеоклуб»), а также предметы одежды. Игрок имеет возможность переиграть любой уровень повторно и собрать пропущенные жетоны. Тем не менее, если начать новую игру, все собранные жетоны и разблокированные предметы теряются.

Слева — скриншот режима Story: Блум, Стелла и Флора летят на фоне Алфеи.
Справа — скриншот мини-игры Maze Escape.

В режиме Arcade (с англ. — «Аркада») от игрока требуется проходить различные мини-игры, уникальные для каждого персонажа. В каждой мини-игре, кроме музыкальных, есть 30 уровней с прогрессирующей сложностью.
- Мини-игра Блум Guardian (с англ. — «Страж») — аркадный шутер в духе Asteroids и Robotron. Игрок контролирует Блум с видом сверху, и его задачей является уничтожение летающих монстров, которые атакуют игрока магическими снарядами. Перемещение персонажа осуществляется при помощи D-pad, а выстрелы по противникам производятся путём нажатия стилусом на экран консоли. По ходу игры игроку попадаются пауэр-апы, увеличивающие мощность выстрелов[7]. Уровень заканчивается по достижении определённого количества очков, которые начисляются за уничтожение врагов. Игра считается проигранной, если у игрока закончились очки здоровья.
- Мини-игра Стеллы Puzzling Outfits (с англ. — «Загадочные наряды») — слайд-пазл[англ.][7]. Игрок видит картинку с набором одежды, после чего фрагменты изображения перемешиваются, и игрок должен снова расставить их в правильном порядке. Фрагменты можно как вращать в любом направлении, так и произвольно менять местами. Уровень заканчивается после завершения каждого пазла. Количество очков зависит от времени, которое игрок потратил на решение головоломки, а также количества сделанных ходов.
- Мини-игра Флоры Flower Power (с англ. — «Цветочная сила») — головоломка в жанре «три в ряд»[7]. От игрока требуется выстраивать цепочки из трёх и более одинаковых элементов. Уровень заканчивается по достижении определённого количества очков.
- Мини-игра Музы Musical Jam (примерно — с англ. — «Музыкальная тусовка») — музыкальная игра в стиле Guitar Hero[7]. Перед началом игры игрок имеет возможность выбрать конкретную песню, уровень сложности, а также вариант интерфейса для левшей или правшей. От играющего требуется сперва выбрать правильный музыкальный инструмент, а затем нажимать верные клавиши виртуального синтезатора в тот момент, когда с ними соприкасаются «падающие» изображения этого инструмента. Частые промахи игрока приводят к поражению.
- Мини-игра Лейлы Dance Beats (с англ. — «Ритмы танца») — музыкальная игра в стиле Dance Dance Revolution[7]. Перед началом игры игрок имеет возможность выбрать конкретную песню и уровень сложности. От играющего требуется нажимать на сенсорный экран консоли в тот момент, когда наплывающий контур изображения совпадает с этим изображением на экране. Частые промахи игрока приводят к поражению.
- Мини-игра Текны Maze Escape (с англ. — «Побег из лабиринта») — игра-лабиринт, где игроку нужно проделать выход от начала лабиринта к его концу путём рисования на экране линий при помощи стилуса. Для набора большего количества очков игрок может попутно собирать точки, проводя линию через них, хотя это и не обязательно для завершения уровней[7]. Во время прохождения лабиринта на некоторых уровнях необходимо подбирать ключи для открытия дверей, а также избегать жуков. Уровень заканчивается после того, как рисуемая игроком линия достигает выхода из лабиринта. Допущенные ошибки в этой игре не заканчиваются поражением: у игрока есть неограниченное количество попыток на каждом уровне.

Ещё один режим, представленный в игре, носит название Magic Closet (с англ. — «Волшебный гардероб»): он позволяет менять наряды и причёски героинь, используя открываемые предметы, которые игрок получает как за сбор жетонов в сюжетном режиме, так и за хорошие результаты в мини-играх. Кроме того, режим позволяет рисовать дизайны нарядов самостоятельно на пустом холсте, а затем переносить их на предметы одежды и обуви, как в Animal Crossing. В то же время, любые изменения, произведённые в этом режиме, остаются видны только в нём и не имеют никакого эффекта в других режимах игры. Созданными предметами можно обмениваться с другими игроками в беспроводном режиме.

## Сюжет
Блум, Стелла, Флора, Муза, Текна и Лейла начинают учебный год в Алфее. Блум снится сон, в котором она видит загадочного мужчину, а сама предстаёт в новой трансформации. На следующий день Винкс отправляются на родную планету Стеллы, где девушка внезапно превращается в монстра, лишённого волшебных сил. Победив огромного грифона, девушки находят Зеркало Правды, которое возвращает Стелле её облик и волшебство. Затем они отправляются в океан на родную планету Лейлы, где узнают, что королева русалок в опасности, а все остальные русалки превращены в агрессивных чудовищ. Винкс сталкиваются с тем, кто управляет русалками, — это маг по имени Валтор из сна Блум, и он атакует планету. Валтор лишает Лейлу зрения, но она всё равно полна решимости спасти королеву русалок. Сразившись с кракеном, Винкс спасают королеву, а Лейла получает трансформацию Энчантикс. Феи летят на планету Эраклион, где принц Скай собирается объявить о своих чувствах к Блум, но вместо этого произносит имя своей бывшей невесты Диаспро. Стелла отбивается от подруг и видит, что на её отца нападает дракон. Она спасает отца, за что получает Энчантикс.
Ведьмы из школы Облачная Башня нападают на Алфею, и Винкс приходится сражаться с волной чудовищ. Муза останавливает пожар в библиотеке Алфеи и получает Энчантикс. Героини отправляются в Облачную Башню выяснить, почему из неё шла атака на Алфею, и найти свою директрису Фарагонду. Там они обнаруживают, что их давние противницы Трикс объединились с Валтором. После сражения с феями маг отступает. Винкс узнают, что он превратил Фарагонду в дуб, и отправляются на родную планету Флоры, где собирают слёзы Чёрной Ивы, которые должны помочь директрисе. Флора спасает свою сестру из-под воды и получает Энчантикс. Винкс возвращают Фарагонде человеческий облик и узнают от неё, что Валтор поставил под угрозу планету Лейлы, открыв на ней портал в измерение Омега. Текне удаётся закрыть портал, за что она получает Энчантикс, но исчезает в портале. Блум отправляется на остров драконов, чтобы набраться сил. Маленький дракон и таинственная женщина помогают ей поверить в себя, и Блум получает Энчантикс. Винкс отправляются в измерение Омега и спасают Текну. Девушки находят Водные Звёзды, способные победить Валтора, а затем отправляются в Облачную Башню, где находят его и Трикс. Начинается последняя битва между феями и магом, в которой Винкс побеждают.

## Создание и выход
Место технического директора игры занял Джон Симантов, который был ведущим программистом предыдущей части франшизы — Winx Club: Quest for the Codex. По его словам, значительная часть исходного кода предыдущей игры была повторно использована в Mission Enchantix. При этом Симантов отмечает, что, основываясь на предыдущем опыте, разработчики исключили из игры неудачные идеи и оставили те элементы из Quest for the Codex, которые хорошо себя зарекомендовали. Konami анонсировала игру в пресс-релизе в начале 2008 года. Её выход был намечен на май, но в итоге состоялся 7 марта 2008 года в Европе и 25 ноября 2008 года в Северной Америке.

## Отзывы
| Сводный рейтинг       | Сводный рейтинг |
| Агрегатор             | Оценка          |
| --------------------- | --------------- |
| GameRankings          | 60,00 %         |
| Иноязычные издания    |                 |
| Издание               | Оценка          |
| IGN                   | 5,5/10          |
| Nintendo World Report | 5/10            |
| Game Vortex           | 85 %            |
| NGamer                | 50 %            |
| SpazioGames.it        | 4,5/10          |
| Jeuxvideo.com         | 9/20            |

Большинство критиков прохладно отнеслись к игре. Лукас М. Томас с IGN считает, что игра представляет собой слабую попытку правообладателей удержать бренд на плаву в США после того, как сериал «Клуб Винкс» был снят с эфира. В целом он отзывается об игре лучше, чем о её предшественнице (Quest for the Codex), но вместе с тем пишет, что имеющихся нововведений недостаточно для поддержания интереса. Критик с Jeuxvideo.com и вовсе пишет, что игра демонстрирует «как скопировать игру, вышедшую пару лет назад», и состоит из «простейших действий, нужных только для сбора бонусов», а в плане наполнения напоминает скорее дополнение для предыдущей части. Педро Эрнандес с Nintendo World Report называет игру «упущенной возможностью», отмечая хорошие идеи, но не лучшую их реализацию. В частности, критик видит проблему в способе подачи сюжетной информации: на его взгляд, это плохо связанное повествование, которое не объясняет события тем, кто не знаком с франшизой, и в то же время не представляет особого интереса для её поклонников. По словам Эрнандеса, некоторые действия, которые персонаж собирается совершить, остаются за кадром, а кроме того, в игре отсутствует логический финал. Эрнандес считает, что видеоклипы из мультсериала практически не способствуют пониманию игроком сюжета. Впрочем, Томас с IGN пишет, что сюжетные видеовставки хорошо увязывают игру с событиями третьего сезона «Клуба Винкс», а Роберто Ритондо с сайта SpazioGames.it замечает, что повествование игры остаётся верно третьему сезону сериала. Однако отсутствие альтернативных режимов игры и мультиплеера как такового, с его точки зрения, делает реиграбельность очень низкой. Сара Эрл с Game Vortex, тем не менее, оценила игру положительно. В первую очередь, она отмечает, что игра очень хорошо согласуется с основополагающим сериалом, проста в освоении, а также является хорошим примером игр для девочек, где приключенческий элемент объединён с модой.
Winx Club: Mission Enchantix лучше всего можно охарактеризовать как упущенную возможность. У Konami была очень сильная франшиза, из которой можно было черпать хорошие идеи, но вместо этого они решили уделить слишком много внимания малозначимым деталям и выпустить игру, от которой очень немногие фанаты Winx Club или новички смогут получить удовольствие.
Оригинальный текст (англ.)Winx Club: Mission Enchantix is best described as a missed opportunity. Konami had a very strong franchise from which to derive good ideas, but they instead decided to stick too closely to the basics and release a game that very few fans of Winx Club or newcomers will find enjoyable.Педро Эрнандес, Nintendo World Report
Сюжетный режим игры, представленный в виде сайд-скроллера, ряд критиков оценивает как достаточно слабый и даже менее интересный, чем мини-игры в режиме аркады. Рецензент игрового журнала NGamer считает, что сюжетная линия игры «смехотворна до такой степени, что невозможно в это поверить», а особенно нелепа, по его мнению, та часть истории, где говорится о том, что родители одной из героинь разведены. При этом, по представлению критика, игру можно пройти, зажав одну кнопку, причём даже на максимальном уровне сложности. Томас считает, что этот режим представляет собой лишь небольшую модернизацию по сравнению с предыдущей частью: автоматическое масштабирование камеры теперь работает лучше, что позволяет игроку видеть сразу всех врагов, в том числе находящихся сзади, но в целом «это всё тот же посредственный боевик с полётами». Критик с Jeuxvideo.com не видит улучшений даже в позиционировании камеры: по словам рецензента, камера располагается слишком близко, что выливается в задержку в её центрировании при сближении игрока с противниками. Сам режим истории, по мнению рецензента, сводится к «трём типам атаки, возможности переключения между тремя феями, а также движения вперёд или назад по горизонтали». Ритондо отзывается об этом в похожем ключе: уровни он считает слишком лёгкими и состоящими из «элементарных заданий». Кроме того, он пишет, что, будучи ориентированной на детскую аудиторию, игра не содержит необходимые для детей обучающие элементы: в частности, линейность сюжета не оставляет возможности для принятия решений. Рост волшебных сил героинь игры критик называет скорее эстетическим её аспектом, не влияющим на геймплей и «слишком поверхностным, чтобы по достоинству его оценить». Характеры персонажей, на его взгляд, совсем не раскрыты, а сами персонажи не вызывают симпатии. Игровой процесс, как пишет Ритондо, «до неестественности плоский и лишён всякого стимула». Эрнандес находит управление персонажами в сайд-скроллере при помощи D-Pad и курков немного неуклюжим, но при этом замечает, что всё остальное управление, осуществляемое при помощи сенсорного экрана, не вызывает никаких трудностей. Сара Эрл хорошо отзывается о сбалансированности игрового процесса: по ходу прохождения число противников и их умения растут, но вместе с тем возрастают и силы главных героинь.
Мини-игры получили смешанные отзывы. Томас пишет, что большинство из них весёлые, а некоторые даже затягивают. Рецензент считает, что мини-игры получились даже интереснее основного режима. Эрнандес сравнивает некоторые из них с Bejeweled и Elite Beat Agents, и, по его словам, хотя они и не настолько хороши, как эти классические прототипы, но всё же «разбавляют однообразие основного режима». Критик с Jeuxvideo.com пишет, что мини-игры вызывают эмоции, полностью противоположные восторгу, а их геймплей, по его словам, варьируется «от очень простого до некомфортного». С другой стороны, Сара Эрл положительно отзывается о представленной выборке мини-игр, хотя и замечает, что в связи с их разнообразием одни игры могут понравиться игроку, а другие нет. Guardian и Maze Escape удостоились наилучшей оценки Томаса с IGN. В первой он выделяет удобную схему управления и эффективность пауэр-апов, а в отношении второй положительно отзывается о возможности выбора разных тактик: быстрой или нацеленной на сбор бонусов. Musical Jam и Dance Beats он сравнивает с Guitar Hero и Dance Dance Revolution соответственно. Puzzling Outfits оценивается как «ограниченная, но достаточно уникальная». Наконец, Flower Power описывается Томасом как стандартная головоломка жанра «три в ряд». Впрочем, по мнению рецензента Jeuxvideo.com, именно Flower Power является самой весёлой игрой в коллекции.
Вы можете делиться созданными модными дизайнами с друзьями в беспроводном режиме, и мини-игры обладают определённой реиграбельностью. Основной же сюжетный режим — не в такой степени.
—Лукас М. Томас, IGN
Magic Closet и A/V Club остаются единственными режимами, не встретившими отрицательных отзывов среди рассматриваемых рецензий. Эрнандес пишет, что игра представляет собой редкий случай, когда бонусные режимы превосходят по качеству основной режим. В то же время, на его взгляд, это не спасает игру от фатальных проблем с геймплеем. Томас отмечает разнообразие предметов гардероба в режиме Magic Closet, а также положительно отзывается о возможности рисовать их дизайн самостоятельно. На его взгляд, Magic Closet — это самый проработанный режим игры, а также самый лучший графически, хотя, на его взгляд, «это не поможет тонущему кораблю». Критик с Jeuxvideo.com считает, что именно бонусные режимы больше всего придутся по вкусу целевой аудитории игры, и в режиме Magic Closet яркая цветовая палитра игры достигает своего апогея.
Смешанные оценки получила графическая составляющая игры. Лукас М. Томас отзывается о ней так: «грубая и уродливая в основном сюжетном режиме и в скудных двухмерных изображениях девушек», но «намного лучше в режиме Magic Closet». Роберто Ритондо пишет, что визуальной стороне игры «не достаёт харизмы и детализации». Рецензент Jeuxvideo.com отмечает пустые уровни сюжетного режима, несмотря на огромные спрайты. По его словам, размеры игровых боссов настолько не сбалансированы, что иногда босс заполняет собой весь экран, а иногда походит на насекомое-хамелеона, сливающееся с фоном. Что до всей остальной графики, он описывает её как «розовую вселенную сериала», которая «сияет» в остальных режимах и «буквально взрывается» в студии макияжа. Эрнандес достаточно высоко оценил графику игры, поставив ей 8 баллов из 10. Он пишет, что экспрессивность франшизы ярко передаётся в этой игре. Трёхмерные модели персонажей, по его словам, «базовые, но хорошо выполнены с множеством цветных деталей». Отдельно отмечено, что «меню буквально искрятся двухмерными изображениями персонажей»; положительно критик отзывается и о видеороликах, завершающих некоторые уровни. В то же время, на взгляд Эрнандеса, локации и противники детализированы в меньшей степени, чем остальные элементы игры. Сара Эрл, рассматривая графику, отмечает, что персонажи выглядят и ведут себя так же, как и в оригинальном сериале, что она считает несомненным достоинством.
В отношении игрового саундтрека рецензенты Nintendo World Report и Jeuxvideo.com сходятся во мнении, что представленных композиций недостаточно много, из-за чего одни и те же мелодии повторяются из раза в раз. Эрнандес отмечает попытку создателей создать стильный саундтрек и положительно отзывается о главной теме сериала, но остальные мелодии, на его взгляд, «больше подошли бы для показа мод, нежели для поля битвы». Звуковые эффекты, по его мнению, «легко забываются», а все персонажи издают одинаковые вскрики. Он оценивает звуковую часть игры в 6 баллов из 10. Томас с IGN поставил саундтреку 5,5 баллов, замечая, что главная тема «снова вернулась», а музыкальные мини-игры наполнены «простыми мелодиями». Гораздо худшие оценки игровой саундтрек получил на итальянском сайте SpazioGames.it и на французском Jeuxvideo.com. По словам Роберто Ритондо, музыка завлекает поначалу, но «уже через несколько минут хочется понизить звук до нуля, чтобы избежать головной боли». Французский критик посчитал звуковое наполнение сюжетного режима раздражающим и поставил ему 9 баллов из 20. Он также высказал мнение о том, что саундтрек мог быть лучше, если бы в этот режим добавили композиции из мини-игр.